# Bintang (Sidikalang)
Bintang is een bestuurslaag in het regentschap Dairi van de provincie Noord-Sumatra, Indonesië. Bintang telt 1953 inwoners (volkstelling 2010).